# Henri Pranzini
Henri Pranzini (Alexandrie,, 7 juillet 1856 - Paris, 31 août 1887) est un aventurier français, reconnu coupable d'un triple meurtre crapuleux, commis le 17 mars 1887, rue Montaigne (actuelle rue Jean-Mermoz) à Paris, et lui valant d'être condamné à la guillotine.
L'affaire du « Triple assassinat de la rue Montaigne », qui conduira finalement à l'exécution de Pranzini, occupe les médias français les plus lus de l'époque durant plus d'un mois.
L'affaire suscite l'intérêt de la jeune Thérèse Martin, la future sainte Thérèse de Lisieux qui, avant son entrée au carmel, se met au défi d'obtenir par la prière la conversion de Pranzini avant son exécution.

## Biographie
Fils d'immigrants italiens installés en Égypte, Henri Pranzini est né à Alexandrie d'un père employé aux archives de la Poste et d'une mère fleuriste. Après de bonnes études, il devient employé des Postes égyptiennes. Affecté comme interprète sur des paquebots qui font le tour de la Méditerranée, il fréquente les casinos et rencontre beaucoup de femmes. Lorsque la Poste égyptienne découvre qu'il ouvre les courriers et y vole de l'argent, il est renvoyé.  Henri Pranzini se mue alors en aventurier, entre dans l'Armée des Indes et participe à la guerre en Afghanistan, avant d'offrir un temps ses services aux Russes.
En 1884, il s'engage dans l'armée anglaise et prend part, en qualité de chef-interprète – polyglotte, il connaissait huit langues –, à l'expédition du Soudan.
Il arrive en 1886 à Paris, où il exerce notamment les activités de traducteur et d'employé pour une maison s'occupant de retouches de tableaux, et d'autres, plus troubles : tout laisse en effet à penser qu'il tire alors également des profits en tant que souteneur ou « gigolo », des femmes lui versant souvent, et de façon difficilement explicable autrement, certaines sommes d'argent.

### Le «Triple assassinat de la rue Montaigne»

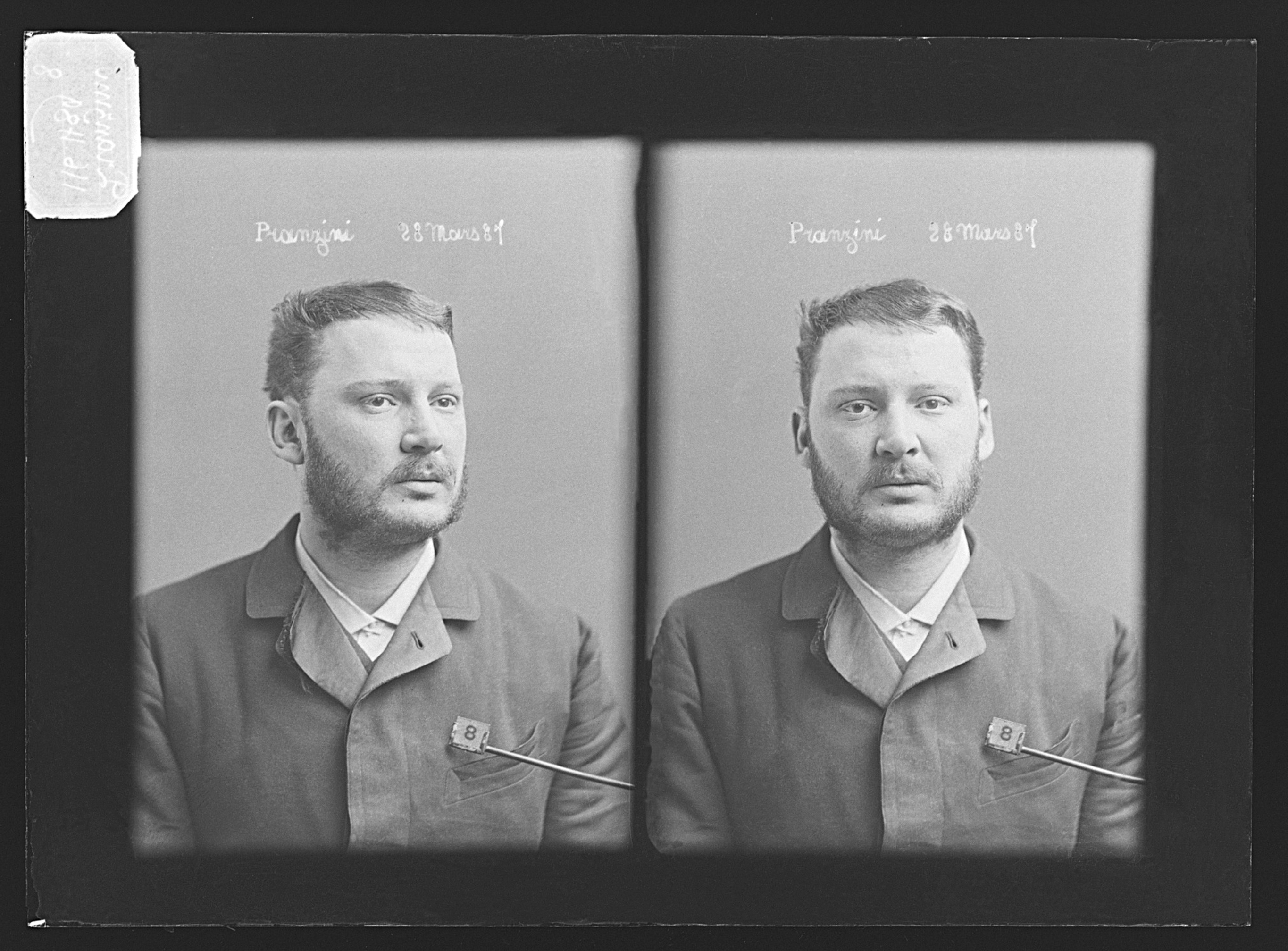
Photo anthropométrique d'Henri Pranzini.

Un triple meurtre est commis à Paris, au troisième étage no 17 de la rue Montaigne, le 17 mars 1887, sur les personnes de Claudine-Marie Regnault, une « courtisane » connue sous le nom de « Régine de Montille », quarante ans, de sa femme de chambre Annette Grémeret, trente-huit ans, et de la fille de cette dernière, Marie-Louise, 9 ans. Juliette Toulouze, la cuisinière, descend, comme à son habitude à sept heures du matin, de sa chambre de bonne du sixième, pour se rendre chez sa maîtresse. Elle veut pénétrer dans l'appartement par l'escalier de service, mais la chaîne de sûreté est encore en place, et bien qu'elle frappe à la porte, la femme de chambre ne répond pas. Alerté, le commissaire de quartier se rend sur place avec deux adjoints, un médecin et un serrurier. Les hommes découvrent les trois femmes égorgées et/ou décapitées. La petite fille a par ailleurs les doigts de la main droite coupés et présente cinq lacérations au poignet. Sur le tapis du salon, dans une flaque de sang coagulé, apparaît nettement l'empreinte d'un pied d'homme. Le mobile semble être le vol : après avoir tenté de forcer la serrure du coffre-fort, en vain, l'assassin a volé des bijoux de Mme de Montille et de 150 000 à 200 000 francs de diamants et de valeurs.
Les premiers éléments de l'enquête mettent la police sur la piste d'un dénommé Gaston Gessler dont le signalement, diffusé à travers toute la France, est le suivant : « taille moyenne, âgé de trente à trente-cinq ans, maigre, moustache noire, teint jaune, pardessus drap foncé, foulard, chapeau haut de forme ». Une lettre signée du nom de Gaston Gessler a en effet été retrouvée dans le secrétaire de Mme de Montille, des boutons de manchette ensanglantés et une ceinture en cuir à ses initiales sont également découvertes sur la scène de crime,. On pense que le suspect s'est enfui en Belgique, où des recherches sont entreprises pour le débusquer,.
La police se lance à la recherche de Gessler à travers l'Europe. Le 21 mars, un certain Henri Pranzini fréquente la maison close Chez Aline au 2 rue Ventomagy à Marseille. Il paye ses passes avec des pierres et une montre précieuses – . Les prostituées préviennent leur mère maquerelle, Madame Aline, qui redoute d'être accusée de recel, si bien qu'elle dénonce Pranzini au commissariat de Marseille. La police dispose de la liste de bijoux volés, envoyée par Paris. Madame Aline ayant relevé le numéro du cocher qui attendait son client, la police retrouve Pranzini qui est arrêté le jour même au Grand-Théâtre. Son physique ne correspond pas à la description de l'homme recherché - pas plus qu'il ne s'appelle Gessler, mais il est par ailleurs blessé aux mains. Pranzini se trouvait effectivement à Paris quand les meurtres ont eu lieu et il connaissait Mme de Montille, mais sa maîtresse, une certaine Antoinette Sabatier, persiste dans un premier temps à dire qu'il a passé la nuit du 17 au 18 avec elle, lui fournissant ainsi un alibi.
Alors que les jours passent et que l'enquête se poursuit, les charges semblent s'accumuler contre Pranzini. Grâce au témoignage du cocher qui l'a vu entrer dans le parc Long-Champ avec un paquet dans la main, la police retrouve le reste des bijoux volés jeté dans les fosses d'aisance de ce parc. Sa maîtresse finit par reconnaître qu'il n'est pas resté tout le temps en sa compagnie la nuit où les meurtres sont supposés avoir eu lieu. Pranzini se contente de nier toute implication dans ceux-ci, sans pour autant fournir d'explications claires lorsqu'il est confronté aux indices qui le font suspecter. Interrogatoires, confrontations, reconstitutions, et autre analyse graphologique se succèdent. Le profil anthropométrique de Pranzini est aussi naturellement dressé : l'étude des empreintes digitales étant balbutiante à l'époque, on se contente de comparer la mesure prise de sa main avec une empreinte sanglante trouvée sur le lieu du crime, et le résultat semble concluant. Pendant ce temps, Gessler, le suspect du début, reste introuvable, et continue de planer tel un spectre sur l'affaire mais finalement la police met la main sur Georges Gutentag, vagabond polonais qui voyage sous la fausse identité de Gaston Geissler. Néanmoins, il s'agit d'une fausse piste car il était en prison au moment du triple assassinat. L'enquête remonte alors six ans plus tôt : en 1881, Pranzini travaille à la réception de l'hôtel Caprani à Naples. Ayant volé de l'argent, son supérieur G. Gessler le renvoie. Pour se venger, Pranzini lui vole ses boutons de manchette et sa ceinture qu'il a intentionnellement laissés sur la scène du crime, ce qui signe sa préméditation.

Les victimes du « Triple assassinat de la rue Montaigne ». Gravures d'après les photographies prises à la morgue.
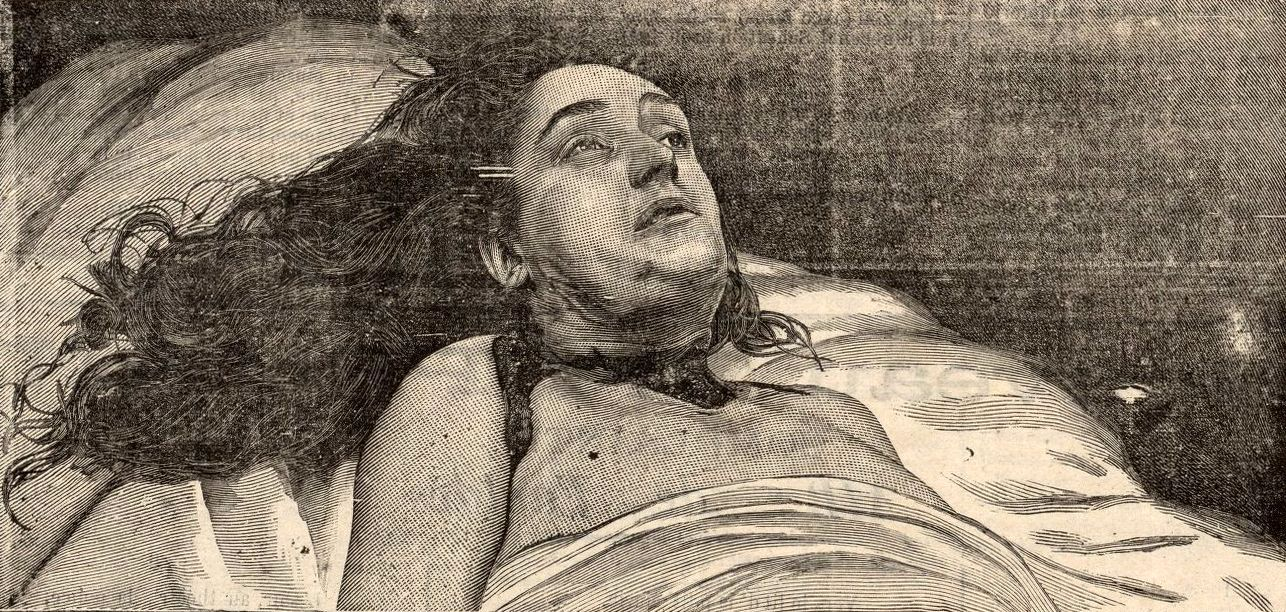
Marie Regnault (Mme de Montille), 40 ans.
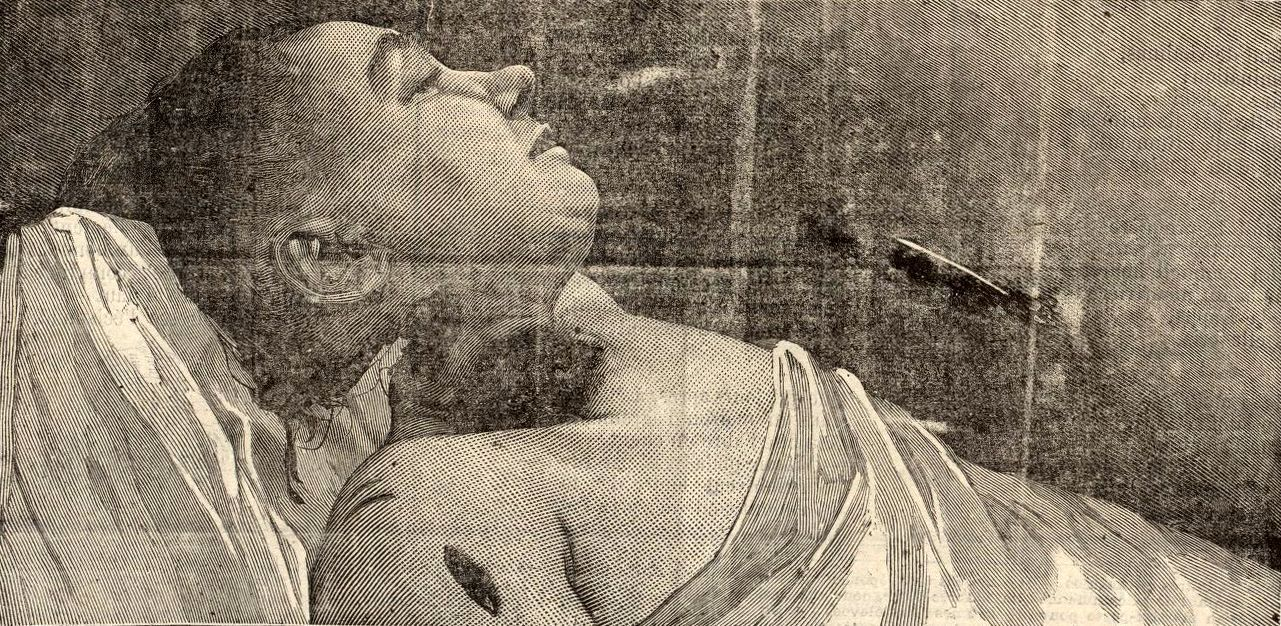
Annette Gremeret, 38 ans.
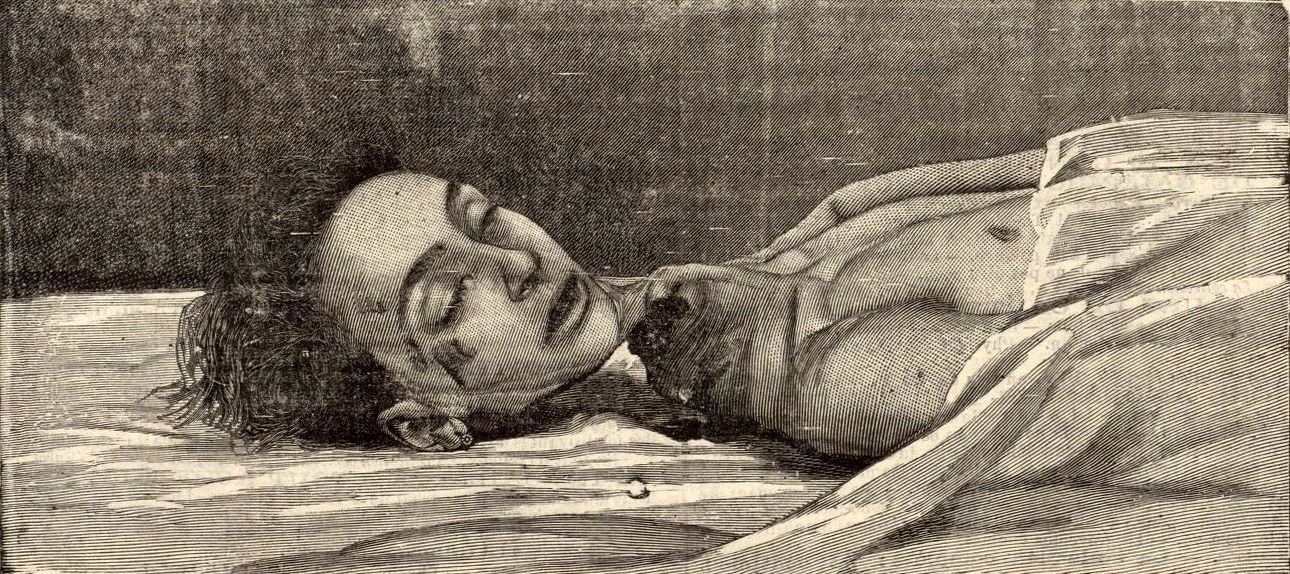
Marie-Louise (fille d'Annette Gremeret).

### Procès et exécution
Le procès d'Henri Pranzini s'ouvre le 9 juillet 1887 devant la Cour d'assises de la Seine. Le 13 juillet, après deux heures de délibéré, il est reconnu coupable des meurtres et condamné à la peine capitale. Ses recours en grâce lui sont tous refusés. Le mercredi 31 août, Henri Pranzini est conduit à l'échafaud, il continue de clamer son innocence. À l'aumônier présent à l'exécution, il demande un crucifix qu'il embrasse. Henri Pranzini est ensuite guillotiné le 31 août 1887 à 5 heures du matin devant la prison de la grande Roquette par le bourreau Louis Deibler.
Un moulage de la tête décapitée d'Henri Pranzini est réalisé afin de permettre aux scientifiques d'étudier les critères physionomiques susceptibles de révéler la personnalité de tels individus. Le succès de la phrénologie à cette époque est tel qu'on recherche en effet la « bosse du crime ». Cette tête en cire colorée, verre soufflé, avec des poils et cheveux humains, est exposé dans une vitrine du musée de la préfecture de police de Paris.
Après l'exécution, le corps d'Henri Pranzini a été transféré à l'école de médecine. Marie-François Goron, le supérieur de Gustave Rossignol lui fait part de son souhait d'avoir un « souvenir » du supplicié. Lorsque Gustave Rossignol arrive à la morgue de l'école de médecine, il ne reste plus aucun effet personnel du supplicié. Il soudoie alors un employé de l'amphithéâtre de l'école de médecine de la rue Vauquelin nommé Godinet et obtient la peau du cadavre. Il tanne lui-même cette peau, et la confie à un maroquinier de la rue de la Verrerie afin que celui-ci confectionne deux porte-cartes en cuir à partir de la peau tannée. Il offre ces porte-cartes à Ernest Taylor et Marie-François Goron, respectivement chef et sous-chef de la Sûreté. Le maroquinier se confie à des journalistes à propos de la nature particulière du cuir utilisé ; le quotidien La Lanterne est le premier à lancer l'affaire. La justice se saisit de l'affaire, mais peine à qualifier pénalement les actes commis. Finalement, des poursuites sont engagées pour violation de sépulture,,.

### Pranzini et Thérèse de Lisieux
Le souvenir de Pranzini est associé à celui de Thérèse de Lisieux qui, avant son entrée au carmel, prie dans l'espoir de sa conversion avant son exécution, et pour laquelle cette expérience sera déterminante.

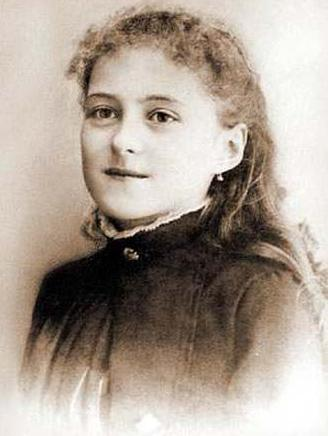
Thérèse Martin (Thérèse de Lisieux), photographiée en 1886. L'affaire Pranzini se déroule un an plus tard, alors qu'elle est âgée de quatorze ans.